# Île de Gorée
Pour la pièce du compositeur Iannis Xenakis, voir À l'île de Gorée (Xenakis).
L'île de Gorée, ou simplement Gorée, est à la fois une île de l'océan Atlantique située dans la baie de Dakar et l'une des 19 communes d'arrondissement de la capitale du Sénégal. C'est un lieu symbolique de la mémoire de la traite négrière en Afrique, reconnu officiellement par l'Organisation des Nations unies (ONU) en 1978. Gorée, « île-mémoire » de cette tragédie, fut ainsi l'un des tout premiers lieux à être portés sur la liste du patrimoine mondial de l'UNESCO. Le film documentaire de Michel-Yves Gattepaille, "L'ile de Gorée Africa, l'histoire des esclaves sans retour " explique la période de la traite négrière.

## Histoire

### Possession hollandaise
Le navigateur portugais Dinis Dias atteint l'île de Gorée en 1444, qu'il baptise « Palma ». Les Hollandais s'emparent de Gorée en 1588 et la baptisent Goede Reede, « la bonne rade », étymon du nom actuel.

### Comptoir français disputé par les Anglais

#### Implantation en 1677
Les Français s'implantent sur l'île le 1er novembre 1677, mais les Britanniques leur disputent cette position jusqu'à la paix d'Amiens en 1802. L'île fut occupée par les Anglais de 1804 à 1817 puis rendue à la France.

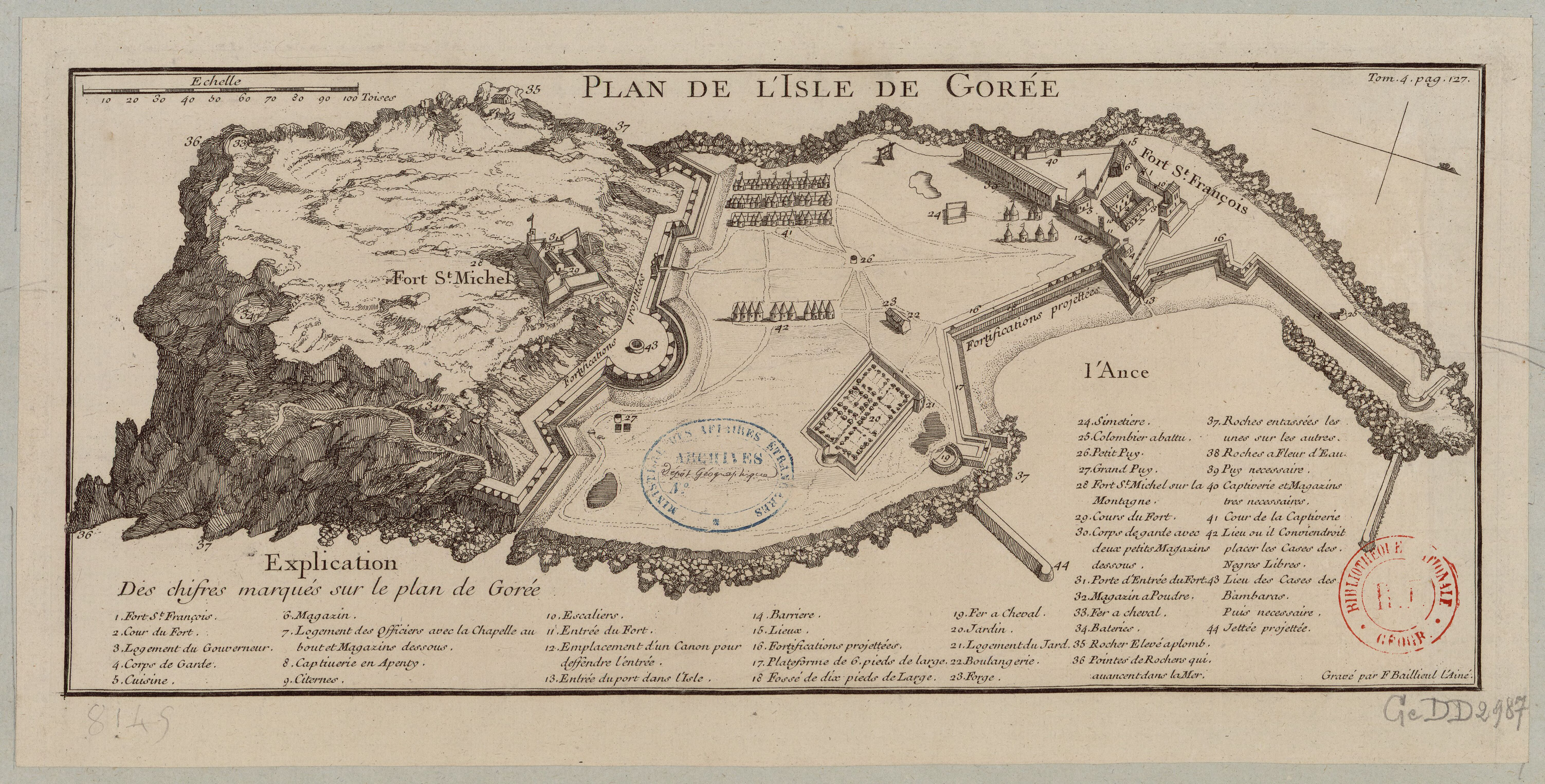
Plan de l'île de Gorée au début du XVIIIe siècle, gravé par François Baillieul l'Ainé.

#### Fort de traite
La traite des esclaves perdure pendant trois siècles sur les côtes africaines (Gambie, Saint-Louis du Sénégal, Bénin, Ghana…). Les centres concentrationnaires des esclaves africains en partance pour l'Amérique se situent surtout à Saint-Louis, point de convergence du commerce triangulaire.
À Gorée, l'ancienne demeure de la signare Anna Colas Pépin (nièce d'Anne Pépin), connue dans le monde entier sous le nom de Maison des Esclaves, est un lieu plus symbolique qu'historique. Cependant, l'île de Gorée reste une place qui a joué un rôle non négligeable dans la traite, par la présence de captiveries françaises et le nombre d'esclaves déportés (environ 500 par an entre 1726 et 1755 et 15 476 entre 1761 et 1848). L'historien américain Philip Curtin (en) estime ce nombre entre 900 et 1 500 personnes annuellement.

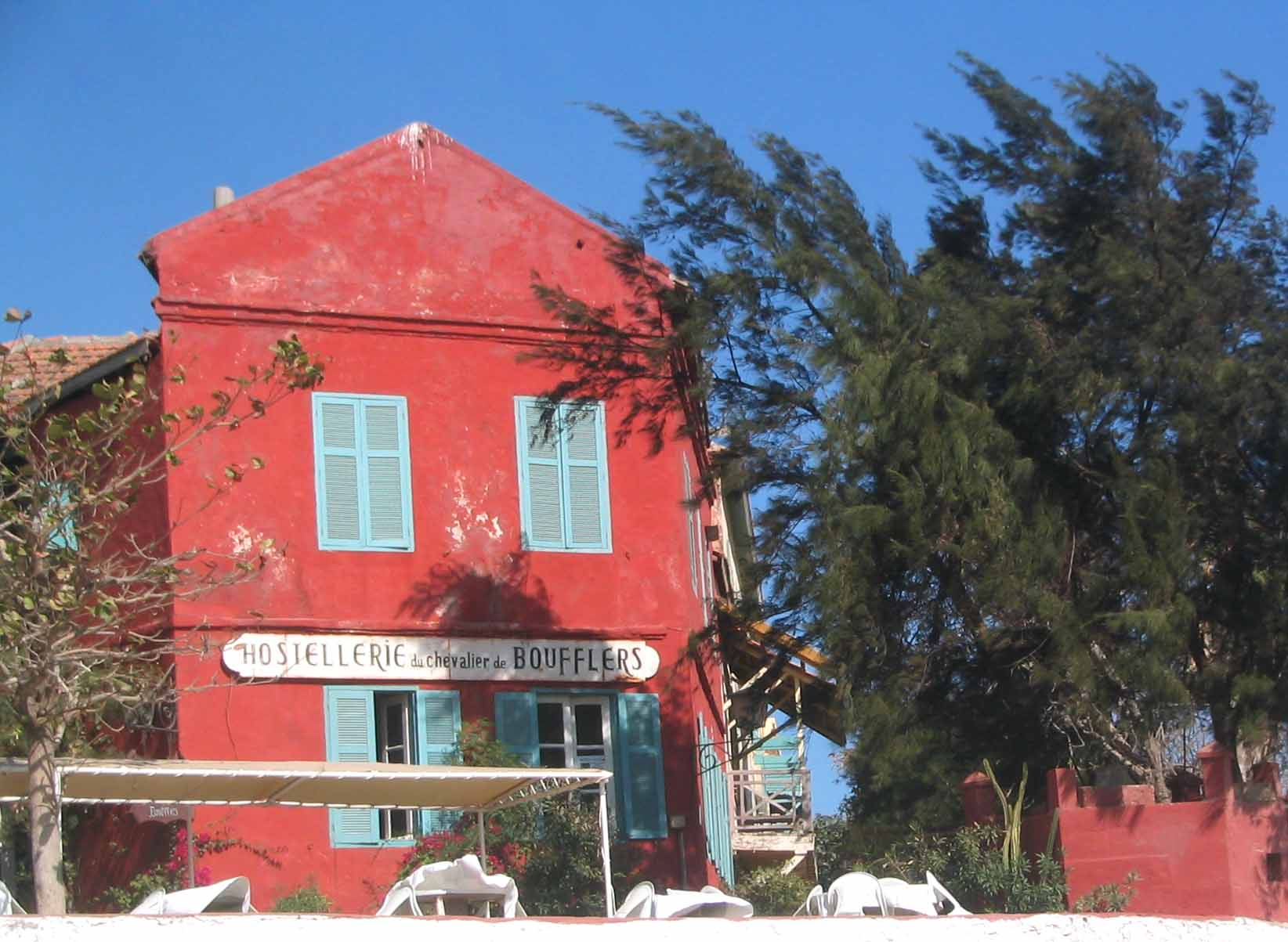
Hostellerie du chevalier de Boufflers sur l’île de Gorée.

En 1785, le chevalier de Boufflers, alors gouverneur de tous les établissements de côte d'Afrique, fait de Gorée sa résidence. En son « Palais royal », il organise de fastueuses réceptions. Dans la correspondance amoureuse qu'il entretient avec Mme de Sabran, il décrit la putréfaction des cadavres d'esclaves :
« Dans ce temps-ci, l'air du Sénégal est le pire de tous. Imagine que nous sentons de nos chambres, et surtout de la mienne, les exhalaisons des cadavres des captifs qui meurent par douzaines dans leurs cachots, et que les marchands, par économie, font jeter à l'eau pendant la nuit avec des boulets aux pieds. Ces boulets se détachent à la longue, et les corps flottent entre deux eaux et vont s'arrêter sur le rivage dans des endroits où l'on ne peut souvent pas arriver à pied ni en bateau , ils restent entre les mangliers et y pourrissent à leur aise... »
Les propriétaires des villages négriers sur le continent où étaient stockés les captifs étaient les rois Wolof du Cayor et les rois Toucouleurs du haut fleuve Sénégal. On trouve aux Archives nationales de France, ainsi qu'à la Bibliothèque Nationale François Mitterrand, les informations concernant ces rois négriers et la macabre comptabilité de ce commerce.

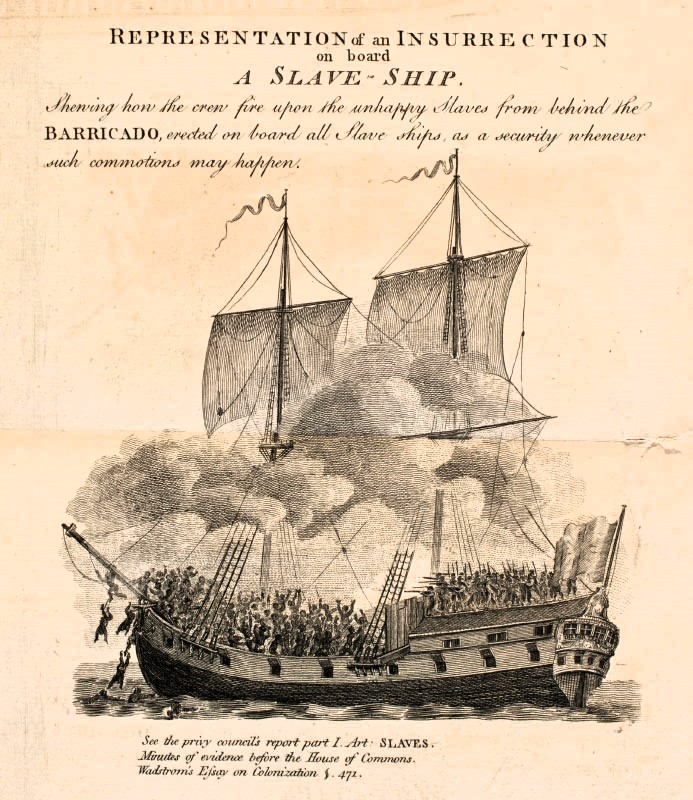
Représentation d'une révolte à bord d'un navire négrier.

Les rois du Cayor se heurtèrent néanmoins à une forte résistance des Lébous et des Sérères habitant la petite côte du Sénégal, lesquels furent décrits dès le début du XVe siècle par le navigateur Alvise Cadamosto comme des peuples refusant de vendre des esclaves. De même, des révoltes éclatent à bord des navires négriers. Sur le navire l'Avrillon, encore au large de Gorée, 500 Wolofs ont été embarqués. Alors que quelques-uns sont déferrés pour aider à la manœuvre du navire, ceux-ci en profitent pour enlever les goupilles des fers de leurs camarades. La plupart des officiers et matelots sont massacrés, tandis que les survivants et le lieutenant sont retranchés sur l'arrière. De là ils tuent 230 captifs à coups de fusil et de canon à mitraille, et obtiennent la reddition des autres.
En parallèle du commerce des esclaves contrôlé par l'administration des Rois de France et d'Angleterre, le commerce de la gomme, de l'arachide, des peaux, de l'or du Galam, des épices pauvres ainsi que la fourniture d'ouvriers qualifiés (charpentiers, maçons…) assurent la prospérité économique des signares de l'île de Gorée du XVIIIe au XIXe siècle. Ce sont eux, en particulier Anna Colas Pépin, qui lanceront le commerce de l'arachide au Sénégal en 1841 à Rufisque, entraînant le développement économique de ce village qui deviendra une ville.

#### Déclin à partir de seconde moitié duxixesiècle

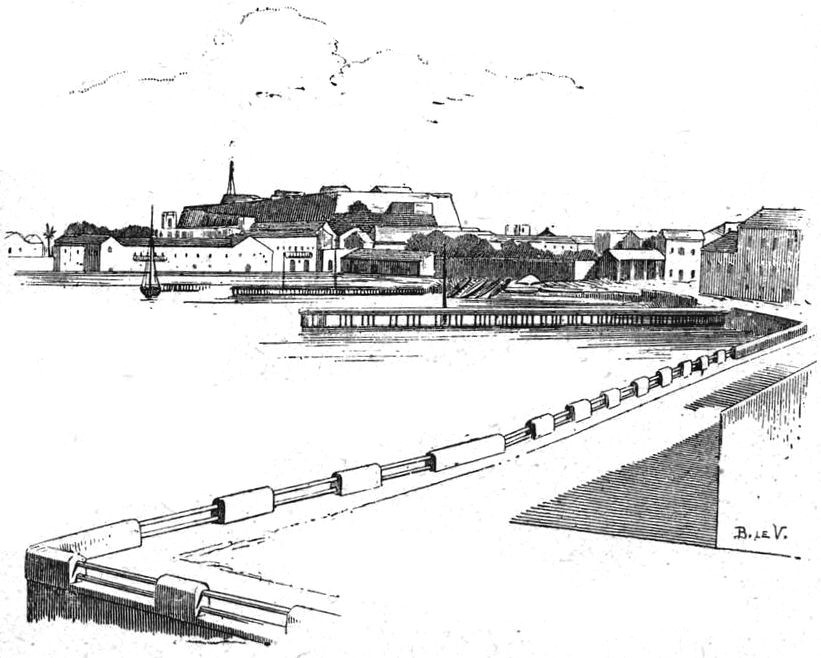
Ville et débarcadère de Gorée en 1887.

Avec la fondation de Dakar en 1857, à la demande des notables métis de l'île, signares en tête, Gorée perd progressivement de son importance. En 1872 l'administration coloniale française crée les deux communes de Saint-Louis et Gorée, les deux premières communes d'Afrique de l'ouest sur le modèle occidental, dotées exactement du même statut que les autres communes françaises (statut ultérieurement étendu à Dakar et Rufisque : les quatre communes). Dakar, sur le continent, fait partie de la commune de Gorée, dont l'administration se trouvait sur l'île. Cependant, dès 1887, Dakar est détachée et devient une commune de plein exercice. Celle de Gorée en est réduite à sa petite île.
En 1891, la population de Gorée s'élève à 2 100 habitants contre 8 737 pour Dakar. En 1926, l'écart s'accentua : les Goréens ne sont plus que 700, alors que la population de Dakar atteint 33 679 personnes. C'est ainsi que la fusion de Gorée avec Dakar est décidée en 1929. La commune de Gorée disparaît et Gorée n'est plus désormais qu'une petite île sur la commune de Dakar. Le lieutenant Robert Gaffiot publie en 1933 un ouvrage dont le titre reflète bien ce déclassement : Gorée, capitale déchue.

## Administration

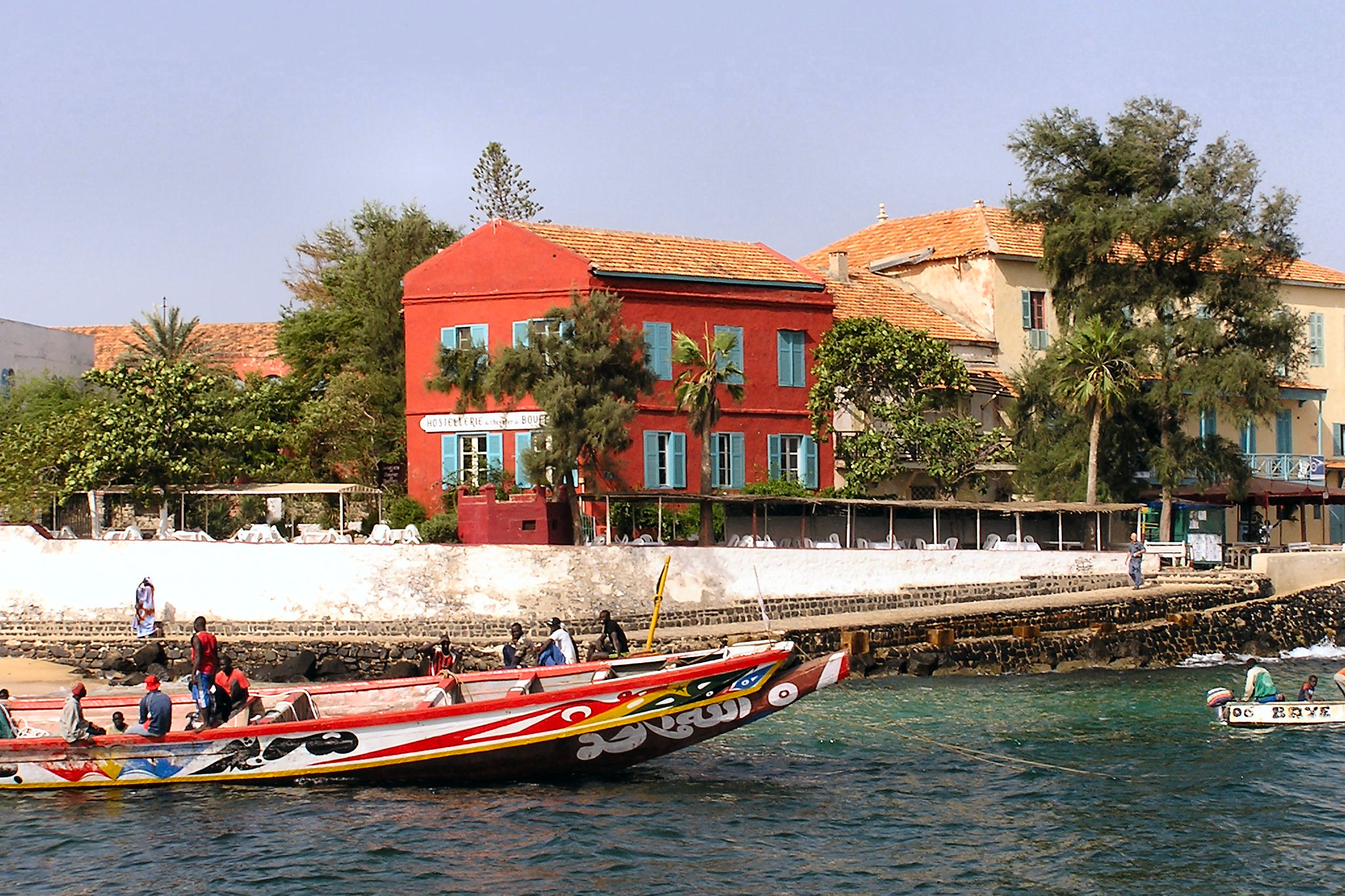
Le débarcadère.

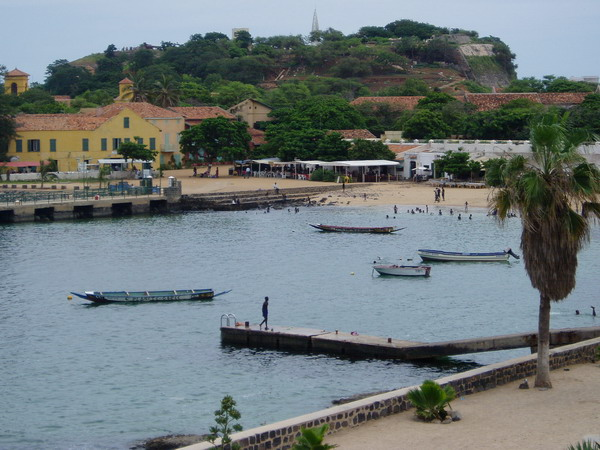
Port de l'île de Gorée, et en arrière-plan, le Castel.

En 1996 le Parlement se prononce en faveur d'une profonde réforme de l'organisation territoriale du Sénégal. Dans le cadre de cette politique de décentralisation, la commune de Dakar, devenue trop étendue et trop peuplée, se voit divisée en 19 communes d'arrondissement, auxquelles des pouvoirs plus grands sont conférés.
Pour la commune de Gorée c'est une sorte de résurrection. Avec le titre de « Commune d'Arrondissement de l'île de Gorée », elle reprend possession des bâtiments de l'ancien hôtel de ville au centre de l'île, un édifice qui avait hébergé la mairie de la précédente commune de Gorée entre 1872 et 1929.
Cette nouvelle orientation est l'une des réalisations majeures de l'équipe municipale, dirigée successivement par Augustin Ly, puis Urbain Diagne à partir de 1975.
Sous le mandat d'Urbain Diagne, militaire de carrière et adjoint spécial au Maire de Dakar chargé de Gorée à partir de 1980, qui s'achèvera par sa retraite politique en 2001, Gorée renaît notamment par sa classification sur la liste du patrimoine mondial de l'Unesco (1978) avec le concours de son Secrétaire Général, le Sénégalais Amadou-Mahtar M'Bow et d'Abdou Diouf, alors Premier Ministre de Léopold Senghor. L'île retrouve son cachet d'antan : rénovation des bâtiments et infrastructure adaptée aux normes architecturales d'origine, re-fleurissement par l'Association des Amis de la Nature présidée alors par Maître Marie-Josée Crespin.
Sur le plan sanitaire, Gorée est désormais dotée d'un dispensaire rénové par l'ordre souverain de Malte, dont Urbain Diagne est chevalier de grâce, membre de l'unique commanderie d'Afrique basée au Sénégal.
L'île se modernise et s'ouvre au monde par de nombreux jumelages avec d'autres villes également chargées d'Histoire : Drancy (France), Robben Island (Afrique du Sud), Sainte-Anne (Martinique), Lamentin (Guadeloupe). Gorée est désormais un lieu de passage et de recueillement obligé pour les grands de ce monde en visite officielle au Sénégal (Jean-Paul II, Bill Clinton, Yasser Arafat…).

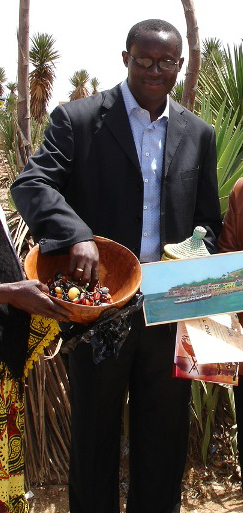
Augustin Senghor, maire de Gorée.

Elle devient également un lieu d'intense activité culturelle (festivals de jazz, expositions...) et intellectuelle (Université des Mutants, Fondation Soros, Maison d'éducation Mariama Bâ).

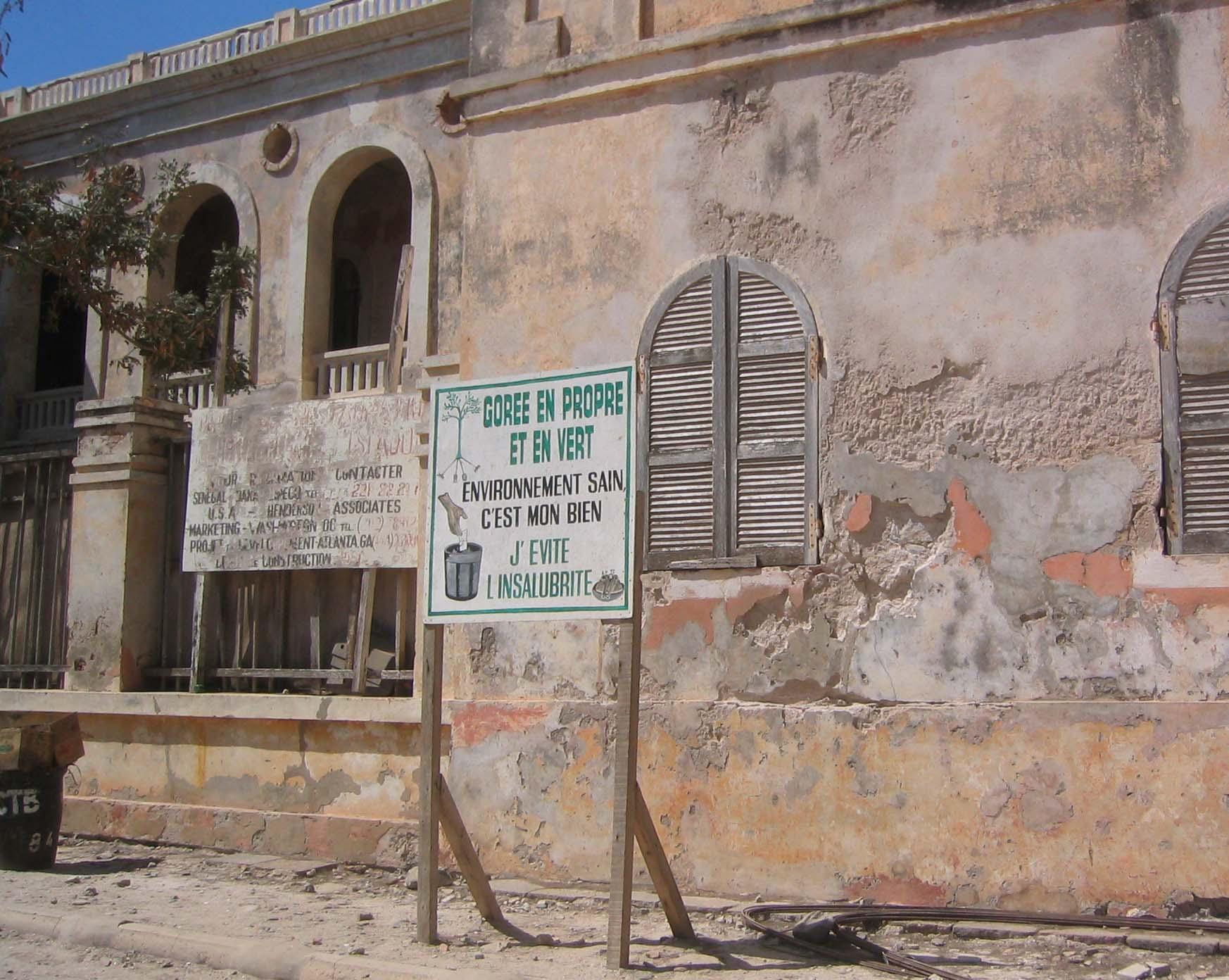
Campagne municipale « Gorée en propre et en vert ».

Gorée est alors un symbole de brassage ethnique et culturel, mêlant des habitants de toutes les régions du globe, et de tolérance religieuse, à l'image de la composition des familles multiconfessionnelles et métissées qui y vivent.
Cohabitent harmonieusement les communautés musulmane et chrétienne. On peut ainsi voir, traditionnellement, l'imam assister à la messe de la fête patronale Saint-Charles Borromée ou le curé prier à la mosquée lors de la fête de l'Aïd El Kebir (Tabaski).
Désormais, la commune d'arrondissement de Gorée est gérée par un conseil municipal, démocratiquement élu tous les cinq ans et d'un maire élu par les membres de ce Conseil.
Le maire actuel est Maître Augustin Senghor, élu en 2002, puis réélu en 2009. Président de l'Union sportive de Gorée, il est également membre du Rassemblement des écologistes du Sénégal - Les Verts et premier maire écologiste du pays.
La commune est rattachée à l'arrondissement de Dakar Plateau. Elle fait partie du département de Dakar dans la région de Dakar.
| Période     | Identité                            | Parti | Qualité |
| ----------- | ----------------------------------- | ----- | --- |
| 1980 - 2002 | Urbain Alexandre Diagne (1922-2010) |       | Adjoint spécial au maire de Dakar, chargé de Gorée (1980 - 1996) Maire de Gorée (1996 - 2002) Maire honoraire (2002 - 2010) Officier d'état major, membre des Pères fondateurs des forces armées sénégalaises (1962 - 1975) - Commandant adjoint du Prytannée militaire de Saint-Louis du Sénégal Ancien combattant et officier du régiment des tirailleurs sénégalais (Seconde Guerre mondiale, Indochine, Algérie 1942 - 1962) Président de l'Union nationale des anciens combattants du Sénégal Sélectionneur de l'Équipe nationale de football du Sénégal (1963) |
| depuis 2002 | Augustin Senghor                    | RES   | Président de l'Union sportive de Gorée Président de la Fédération sénégalaise de football |

## Géographie

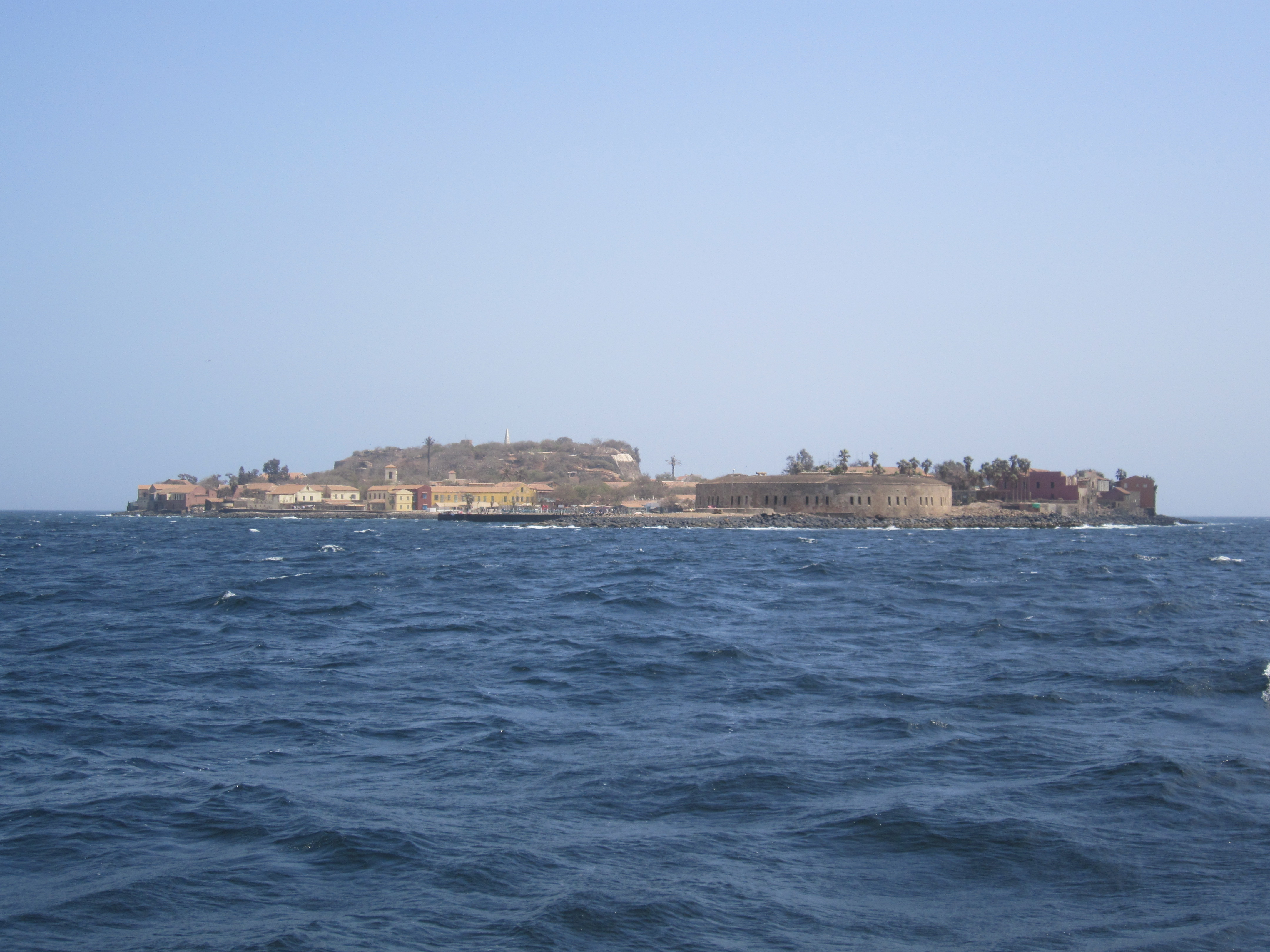
Vue de l'île de Gorée depuis le bateau.

À vol d'oiseau, les localités les plus proches sont Dial Diop, Dakar-Plateau, Dakar, Bel Air, Thiaroye-sur-mer, Mbao, Diokoul, Keuri Souf, Tiawlene, Bargny Guedj, Minam, Yene Tode, Toubab Dialo, Tilène et Keur Dib.

### Physique géologique

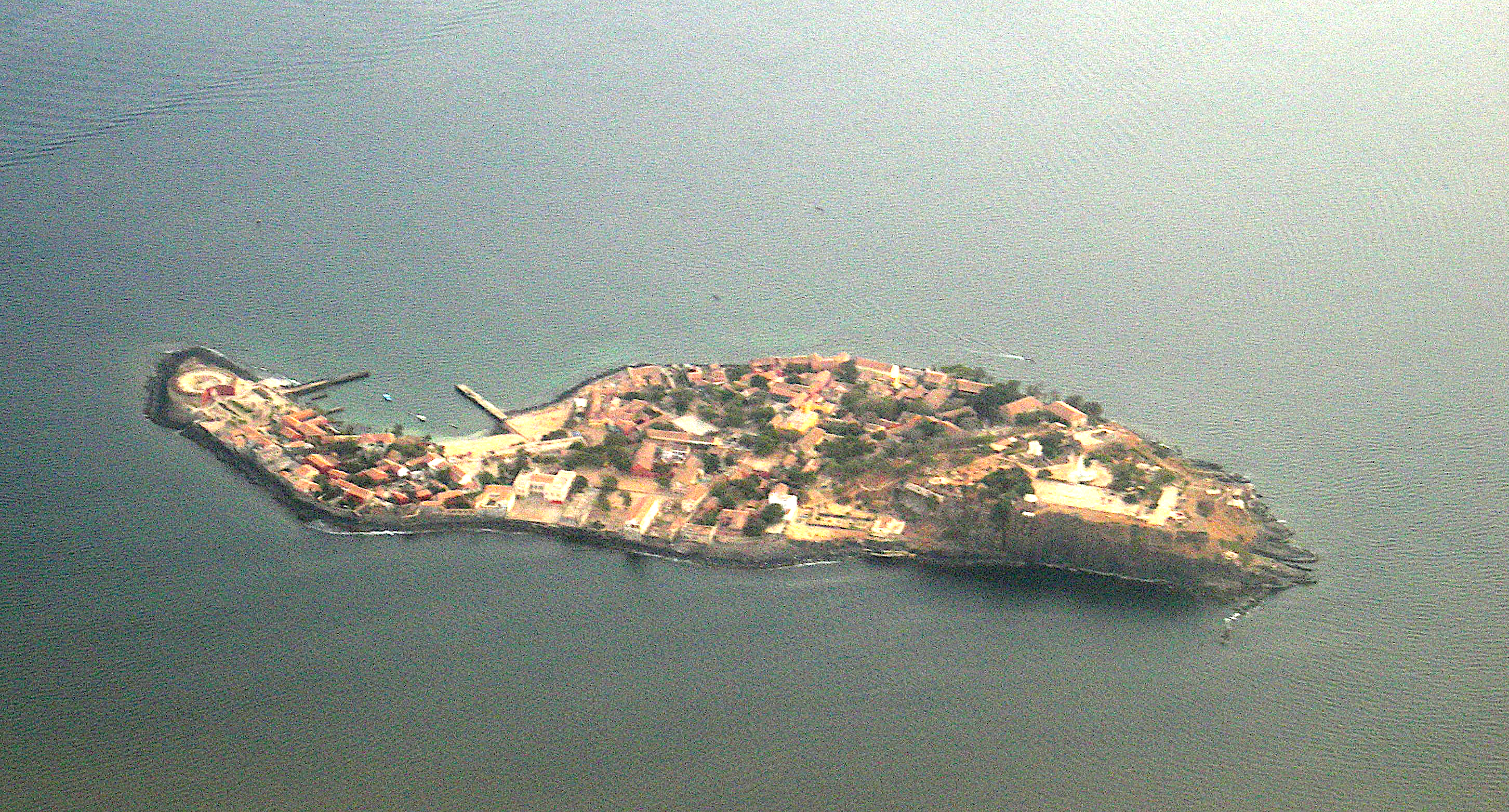
Vue aérienne.

Gorée se trouvant au centre de la rade que forme la côte sud de la presqu'île du Cap-Vert, à l'abri des vents atlantiques, elle constitue depuis longtemps un abri sûr pour le mouillage des navires.
D'origine volcanique, cette île rocheuse est formée de laves refroidies, comme en témoigne l'utilisation du basalte pour diverses constructions. Elle est surplombée au sud par un plateau granitique. Dans l'anse de Gorée près du port une petite plage de sable bénéficie d'une eau claire et de vagues modérées. L'eau y est un peu plus fraîche que sur les plages du continent.
Outre les paysages, des températures variant entre 17 à 25 °C l'hiver et 24 à 30 °C l'été, une végétation constituée notamment de palmiers, de baobabs, de bougainvillées et d'hibiscus contribuent à créer un cadre naturel des plus agréables.
Cependant, plusieurs bâtiments sont menacés par le lent travail de corrosion de la mer.

### Population

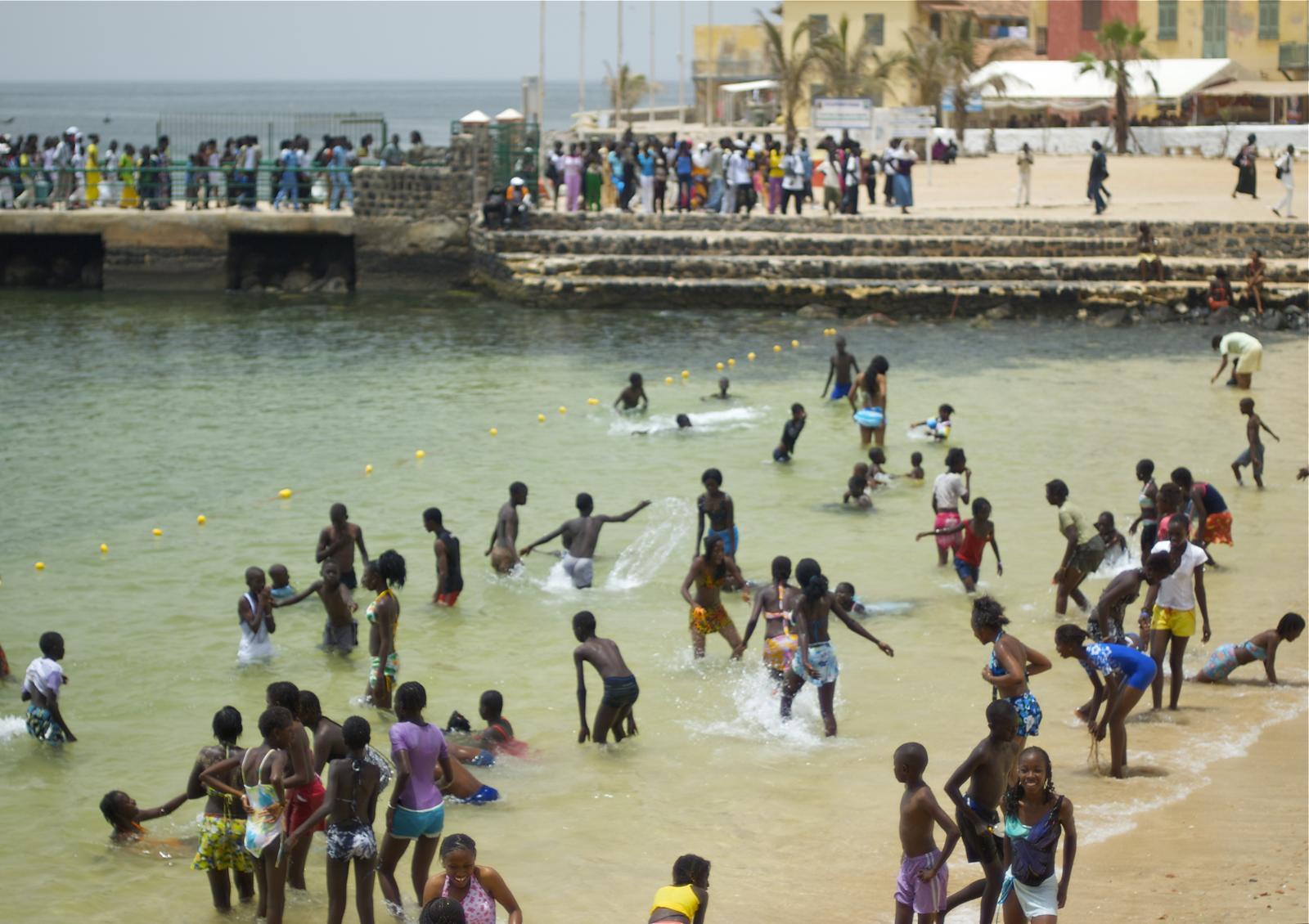
La plage du Débarcadère à Gorée.

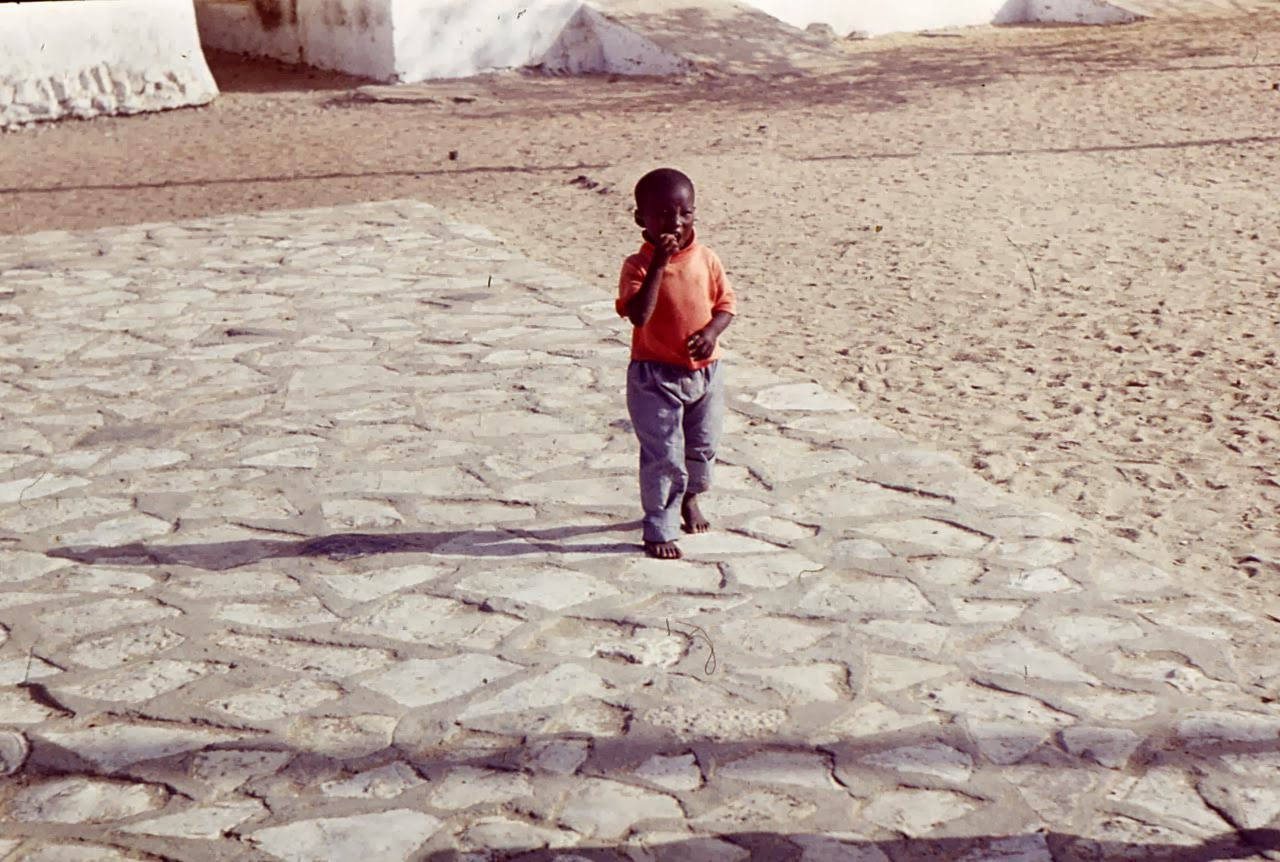
Garçon sénégalais à Gorée.

Comme dans la presqu'île du Cap-Vert, les premiers habitants étaient des Lébous. Comme à Saint-Louis, les Européens, principalement français, se sont installés en nombre sur l'ile et se sont métissés avec la population locale créant ainsi la classe des signares.
La plus grande partie de la population est musulmane, mais les catholiques sont également présents
Lors du recensement de 2023 ; Gorée comptait 1 691 habitants dont 842 hommes. La commune compte quatre (4) quartiers que sont : Mbambara, Ponty, Tonghor et Castel constitués de 290 ménages et 170 concessions.

### Activités économiques
Les premiers occupants étaient pêcheurs. Par la suite, l'île a connu une véritable prospérité économique, notamment liée au commerce. Aujourd'hui, le tourisme et ses dérivés constituent ses principales ressources.

## Patrimoine et sites touristiques
Dès 1944, l'administration coloniale française décide de mesures de sauvegarde en vue de préserver l'authenticité du patrimoine historique de l'île. Par la suite, en novembre 1975, le patrimoine architectural de Gorée est inscrit sur l'inventaire des monuments historiques du Sénégal et figure depuis septembre 1978 sur la liste du patrimoine mondial établie par l'UNESCO.

### Maison des Esclaves

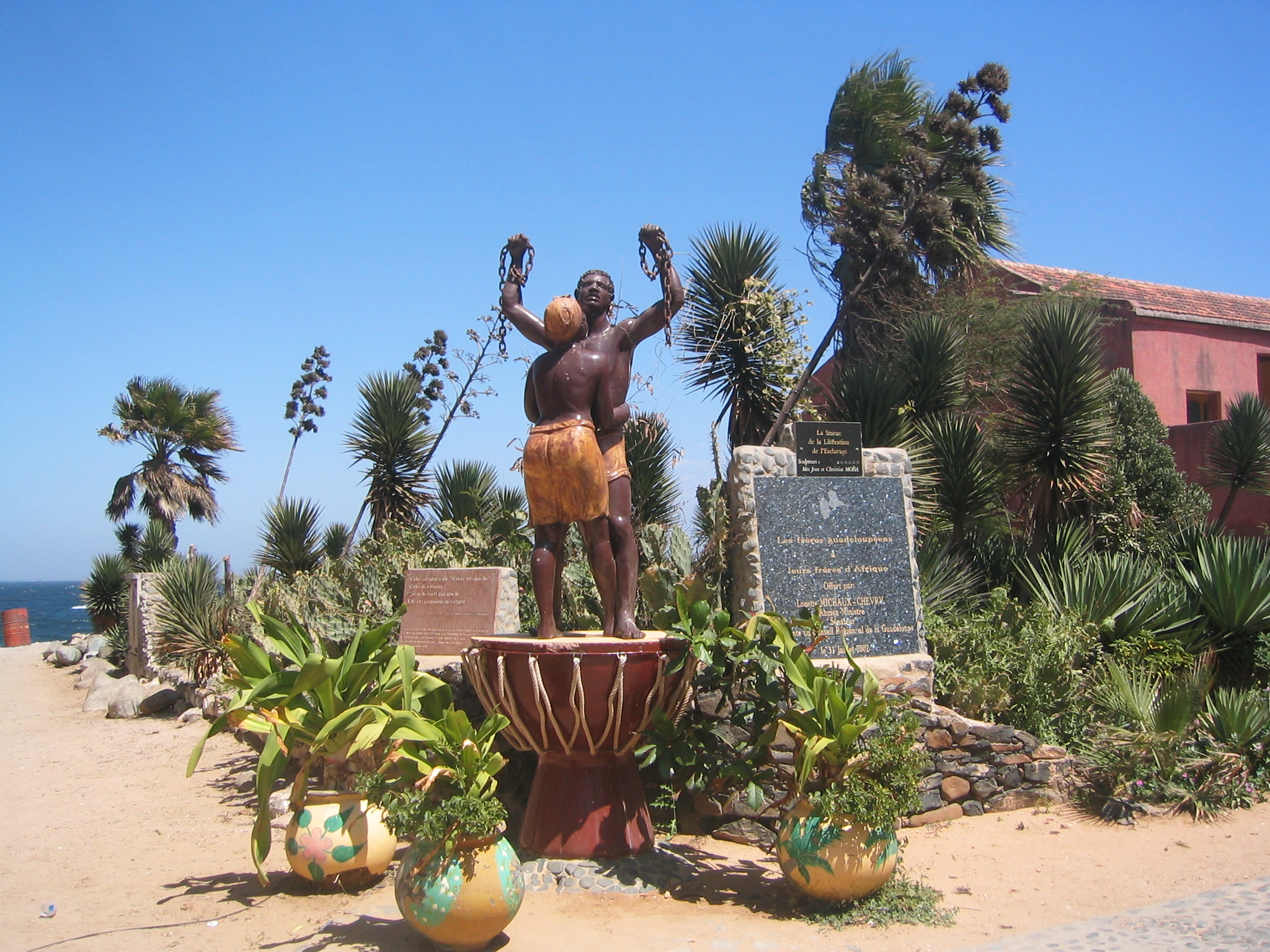
Offert par la Guadeloupe, le monument commémorant la libération de l'esclavage.

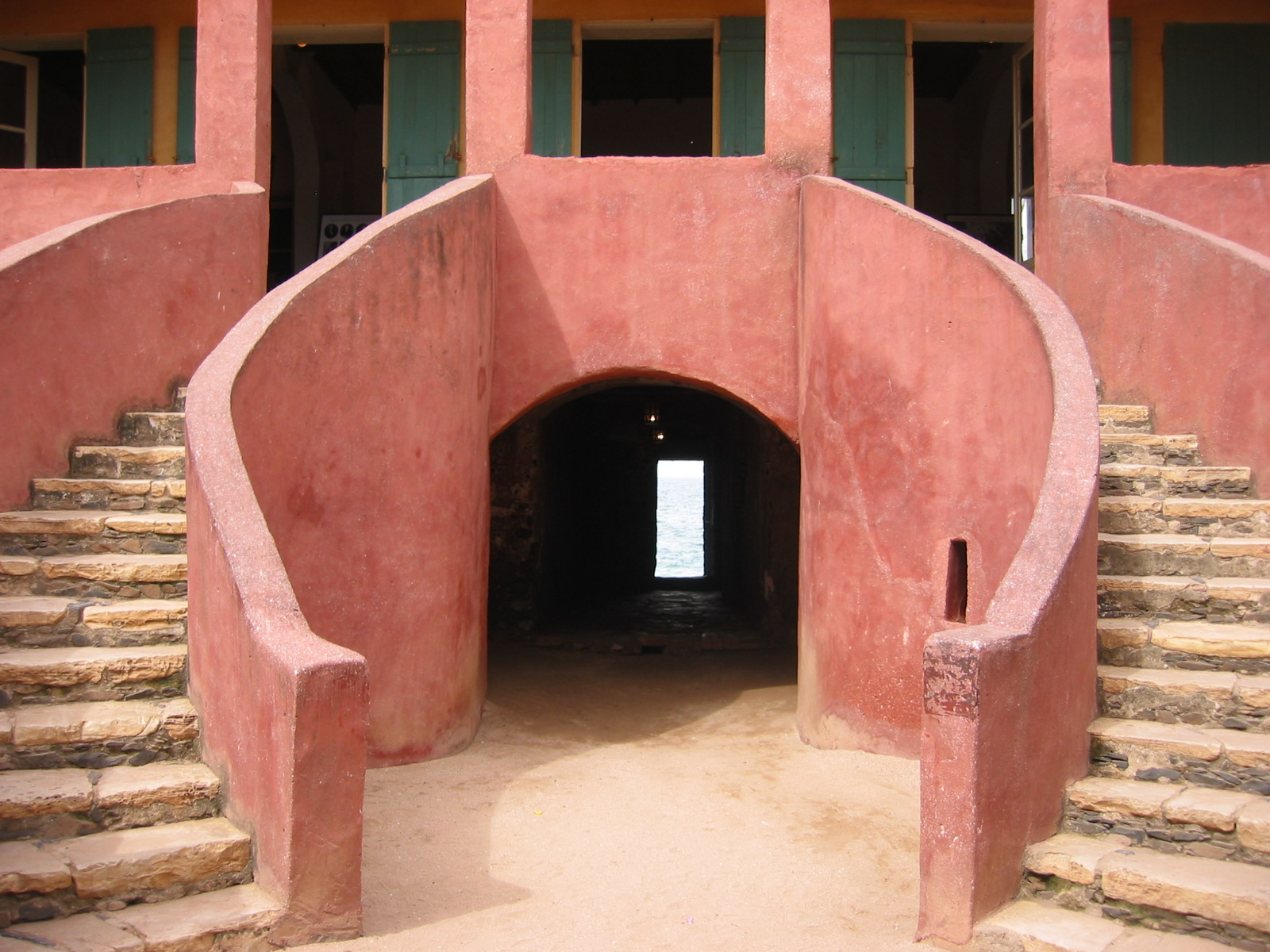
La maison d'Anna Colas Pépin, dite « Maison des Esclaves ».

Grâce au charisme et à la persévérance de son conservateur, Joseph Ndiaye, mort en février 2009, la Maison des Esclaves constitue le passage obligé de quiconque se rend à Gorée pour la première fois. Pourtant, le rôle réel de la célèbre maison rose dans la traite négrière est dénoncé depuis plusieurs années comme relevant du « mythe ». En revanche, si d'autres ports négriers situés plus au sud (côte des Esclaves, côte d'Angole) sont encore plus importants, ce sont tout de même 500 000 esclaves qui auraient été déportés depuis Gorée tout au long de la période esclavagiste (sur environ 12 000 000 pour l'ensemble de la traite occidentale).

### Musée historique

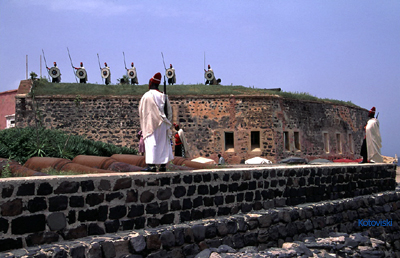
Le fort d'Estrées.

Situé sur la pointe nord de l'île, le Musée historique – rattaché à l'Institut fondamental d'Afrique noire (IFAN) – occupe l'ancien Fort d'Estrées. Il est consacré à l'histoire générale du pays, des origines à l'indépendance, et tout particulièrement à celle de l'île de Gorée.

### Musée de la Femme
Autrefois aménagé dans l'ancienne demeure d'une riche signare, Victoria Albis, dont le dernier propriétaire avant sa cession à l'état sénégalais fut Armand-Pierre Angrand, maire de Gorée et de Dakar, le musée a été ouvert en 1994, sous la direction de la femme de lettres Annette Mbaye d'Erneville. Désormais situé à Dakar, c'est également un lieu de formation et d'animation qui rend hommage aux femmes du pays, connues ou non, et informe sur leur vie quotidienne.

### Musée de la Mer
Au milieu des bougainvillées, une grande maison de la Compagnie des Indes construite au XVIIIe siècle abrite le musée ouvert en 1960 par l'IFAN et entièrement restauré en 1995. Il est réputé pour sa collection de 750 espèces de poissons et 700 espèces de mollusques. Les écosystèmes et l'habitat de la région y sont également présentés.

### Ancien palais du gouverneur

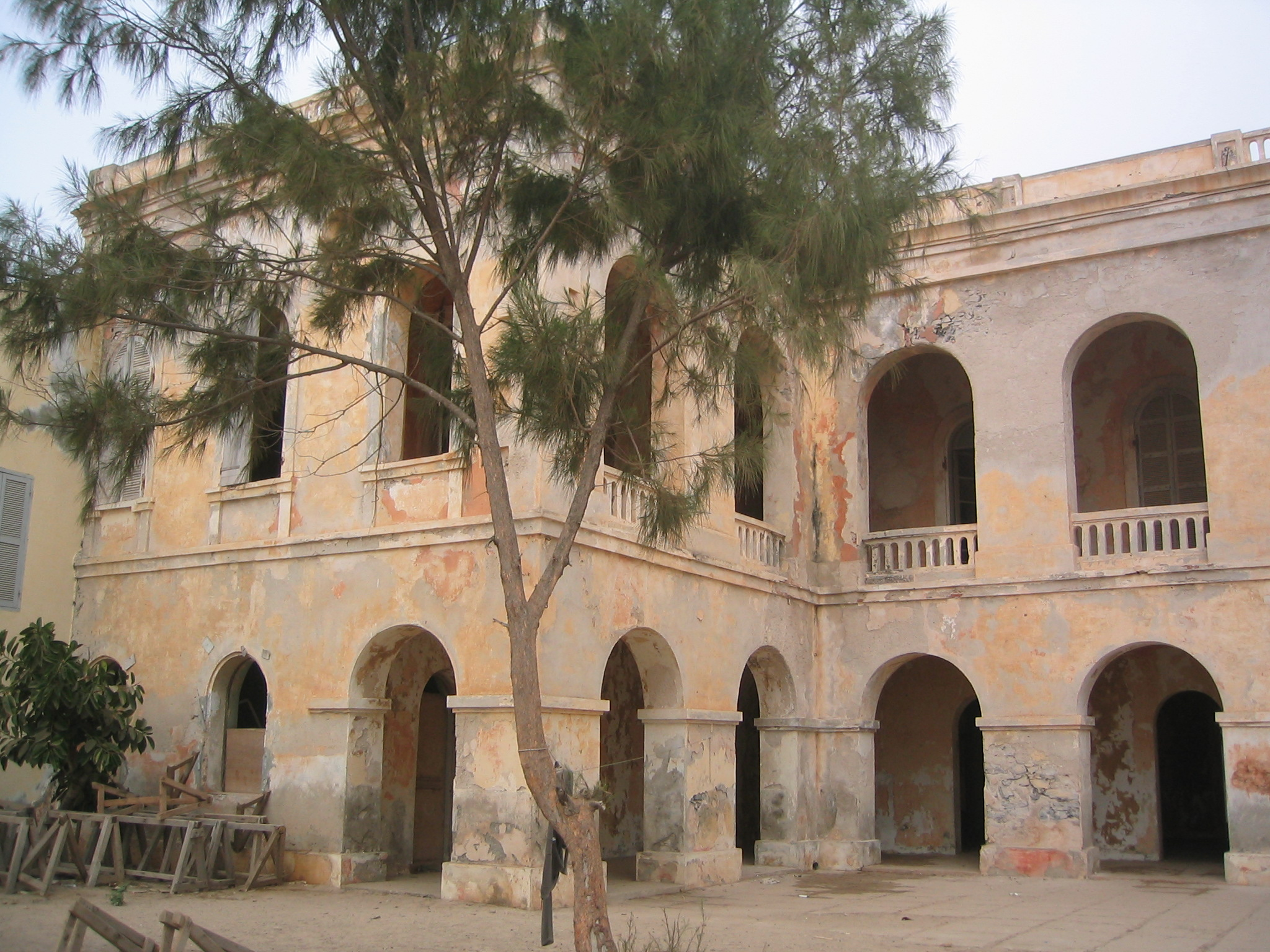
L'ancien palais, dans l'attente d'une restauration.

Les anciens commandants supérieurs de Gorée logeaient dans ce palais situé à l'ouest de l'île. La demeure achevée en 1864 est aujourd'hui laissée à l'abandon.

### Ancienne École William-Ponty
L'École William-Ponty (du nom du gouverneur général de l'Afrique-Occidentale française William Merlaud-Ponty) a été de 1913 à 1937 l'École normale fédérale de l'AOF. Elle a formé de nombreux cadres africains avant d'être transférée à Sébikotane.
Aujourd'hui désaffectée, elle se trouve sur la place du Gouvernement.

### Église Saint-Charles-Borromée
L'église Saint-Charles Borromée est située au centre de l'île de Gorée (Sénégal), sur la rue du Chevalier de Boufflers.

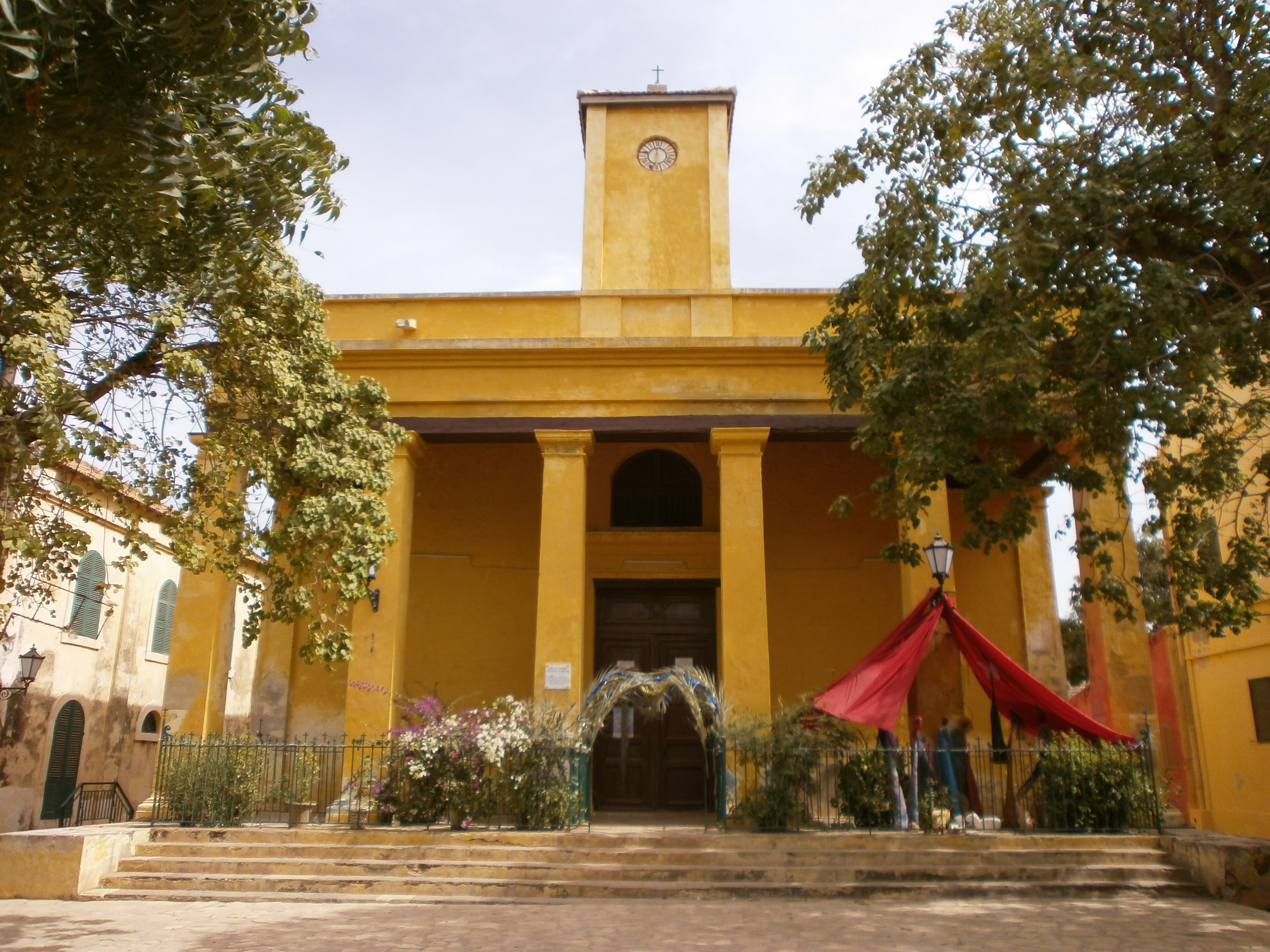
L'église Saint-Charles Borromée.

L'ancienne église ayant été brûlée par des soldats pendant la nuit de Noël 1799, au moment de la reprise de l'île par les Anglais, les catholiques de Gorée sont restés privés d'église jusqu'à l'achèvement de ce nouvel édifice, en 1830, financé par les signares de Gorée.

### Mosquée

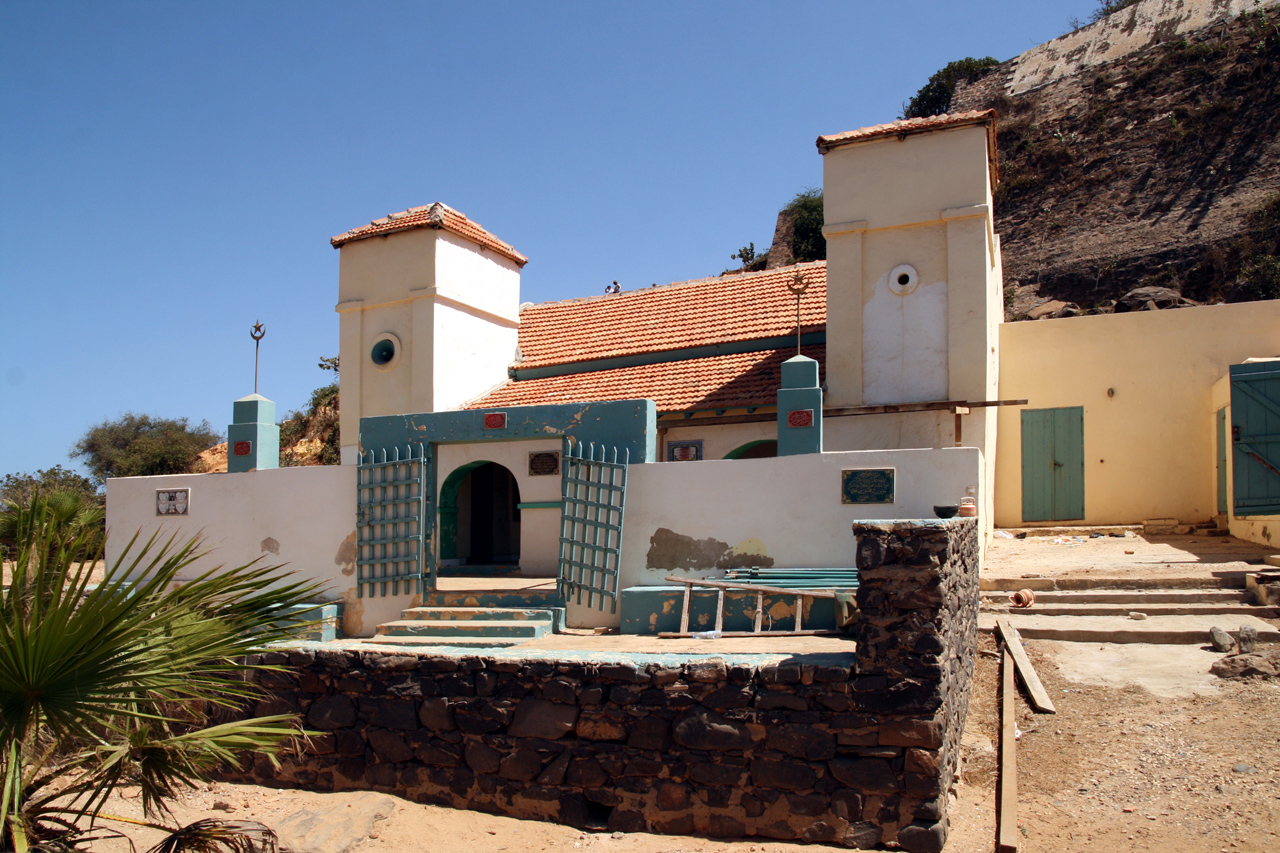
La mosquée de Gorée.

Gorée possède l'une des plus anciennes mosquées en pierre du pays. Celle-ci a été construite en 1890, au pied du versant ouest du Castel.
Un projet d'aménagement de l'esplanade est en cours. Il prévoit notamment des espaces de détente et l'intégration du site de commerce artisanal situé au bas du Castel.

### Castel
Surplombant l'île sur sa pointe sud, le Castel constituait une position stratégique et offre aujourd'hui un large panorama sur le continent. Face à l'ouest le fort Saint-Michel y fut construit par les Français en 1892. En 1907 on y installa un télémètre permettant de mesurer l'éloignement des navires afin de régler les canons. De l'autre côté un canon d'une portée de 14 km permit à la France de Vichy de couler un bateau anglais le 23 septembre 1940. Saboté par les Français au moment de l'indépendance, il n'a jamais resservi.
Sur le plateau se dresse un modèle réduit du Mémorial de Gorée, conçu par l'architecte milanais Ottavio Di Blasi, dont le projet architectural fut retenu en 1997 à l'issue d'un concours international organisé par l'UNESCO. Pour des raisons de sauvegarde patrimoniale et écologique, le mémorial sera construit à Dakar, dans le quartier de la Corniche Ouest.

### Université des Mutants

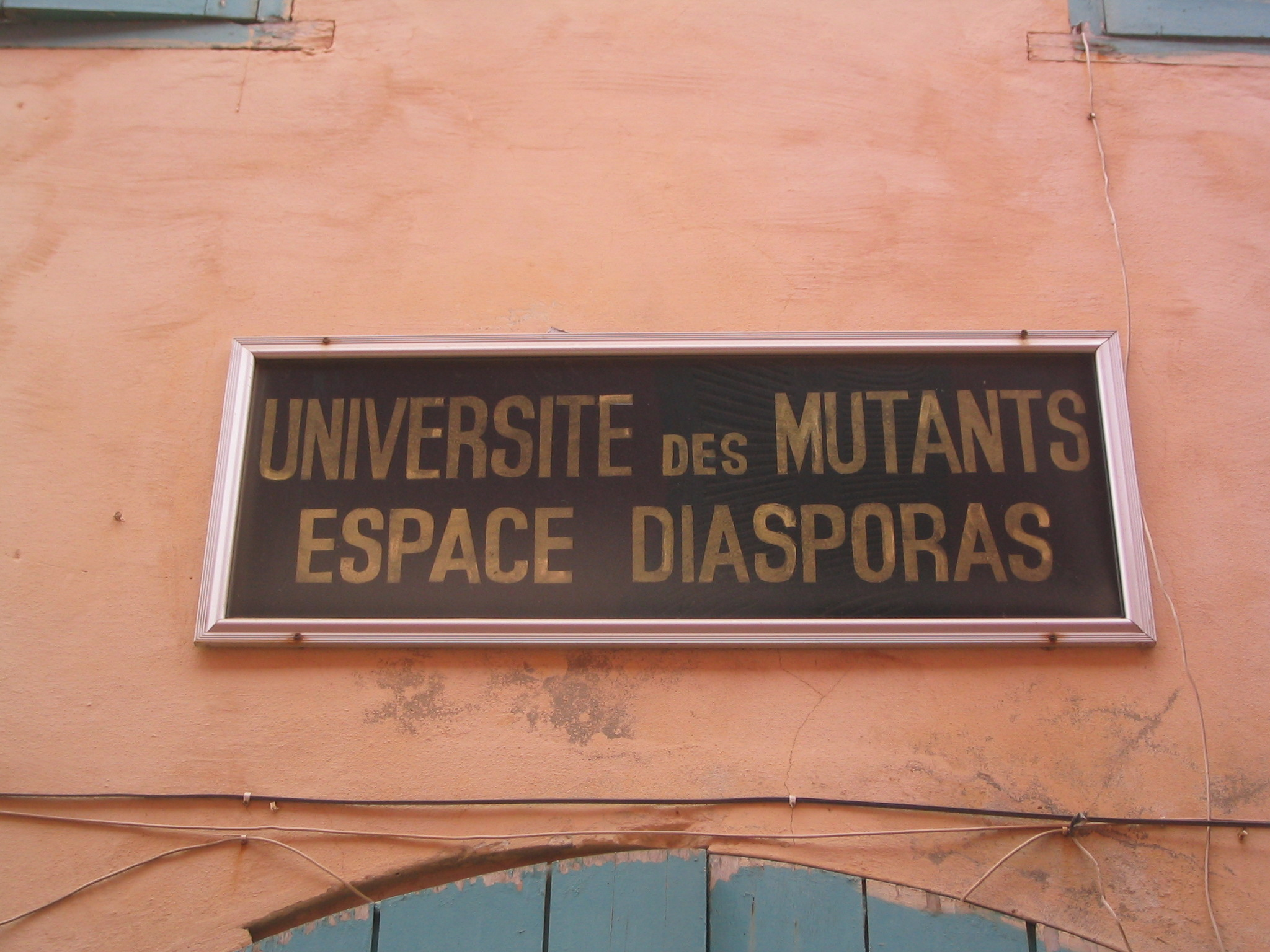
Un lieu d'échange pour les diasporas.

L'université des Mutants est un centre international de rencontres et de conférences fondé en 1979 à l'initiative du président Léopold Sédar Senghor et de l'écrivain et philosophe français Roger Garaudy. Le bâtiment de l'université est devenu, depuis le 3 juin 2014, le siège social de la Fondation mondiale pour le Mémorial et la sauvegarde de Gorée.

## Gorée et les arts
L'atmosphère attachante d'une île sans voitures ni bicyclettes, les tons pastels de ses façades, son climat agréable, mais aussi la proximité de la capitale ont conduit de nombreux artistes à s'établir à Gorée, temporairement ou définitivement. Le plus connu est sans doute le peintre Fallou Dolly et ses fixés sous verre, mais on peut citer également Moussa Sakho, Gabriel Kemzo Malou ou Cheikh Keita. Beaucoup d'entre eux sont installés aux abords du Castel.
La musique n'est pas en reste. Des artistes tels que Iannis Xenakis, Kassav' ou Youssou N'Dour y ont puisé leur inspiration. Un opéra lui a été dédié en 1966 à l'occasion du premier Festival mondial des arts nègres. La chorale de l'église Saint-Charles-Borromée bénéficie d'une certaine notoriété. Le célèbre chanteur brésilien Gilberto Gil a composé la belle chanson "La lune de Gorée", qu'il chante dans l'album Quanta.
Des scènes de plusieurs films ont été tournées dans ce cadre photogénique. L'Histoire d'Adèle H. de François Truffaut montre ainsi Isabelle Adjani – dans le rôle de la fille désespérée de Victor Hugo – errant dans les rues en quête d'un amour impossible.
En 2005 a eu lieu la première édition du Gorée Diaspora Festival, une manifestation lancée par la commune et associant danses, musique, arts plastiques, conférences, sports, carnaval et spectacles sons et lumières.
La Fondation Dapper organise également depuis 2012 des manifestations culturelles gratuites de grande envergure sur l'île de Gorée. Après Masques et mémoires (décembre 2012 à avril 2013), l'exposition Formes et paroles (novembre 2014 à mars 2015), organisée en partenariat avec la mairie et sous le haut patronage du ministère de la culture, a exposé sur l'esplanade, la place devant l'église et le centre socio-culturel des artistes d'envergure internationale. En 2017, la Fondation Dapper a participé à la manifestation Regards sur Cours avant d'organiser en 2018 dans le cadre de la Biennale de Dakar, Le Off de Dapper, une grande exposition réunissant installations, photographies et street art.

## Goréens célèbres
- Barthélémy Durand Valantin (1806-1876), premier député du Sénégal en 1848 et maire de Saint Louis ;
- Jean-Baptiste Belley (1746-1798), révolutionnaire français, député Montagnard durant la Révolution française ;
- Blaise Diagne (1872-1934), premier député noir du Sénégal en 1912 ;
- Raymond Dandy (1887-1953), acteur ;
- Armand-Pierre Angrand (1892-1964), maire de Gorée et de Dakar ;
- Moustapha Bayal Sall (1985-), footballeur professionnel.

## Visiteurs célèbres
- Stanislas de Boufflers (1738-1815) ;
- Michel Adanson (1727-1806), premier naturaliste à avoir vécu au Sénégal ;
- Le gouverneur Julien Schmaltz (1771-1827), commandant de La Méduse ;
- Le gouverneur Édouard Bouët-Willaumez (1808-1871), créateur du corps des Tirailleurs sénégalais ;
- René Caillié (1799-1838), explorateur français, premier occidental à visiter Tombouctou ;
- Le prince de Joinville (1818-1900), fils du roi des Français Louis-Philippe Ier ;
- Pierre Matossy (1891-1969), artiste peintre ;
- Félix Houphouët-Boigny  (1905-1993) a obtenu son diplôme d'instituteur à l'école normale William-Ponty[16], située à l'époque à Gorée ;
- Kléber Haedens (1913-1976) qui évoque longuement son séjour dans l'île dans son roman Adios[17] ;
- Jean-Paul II (1920-2005) lors de son 54e voyage du 19 au 26 février 1992, voyage incluant également le reste du Sénégal, la Gambie et la Guinée[18].

- James Brown (1933-2006) en 1973.

- Barack Obama en 2013[19].

## Jumelages
- Essaouira (Maroc) depuis 2005
- Drancy (France)
- Saint-Martinville (États-Unis) (Louisiane)

#### Essais
- Adanson, Michel, 1763. Mémoires d'Adanson sur le Sénégal et l'île de Gorée. présentés et publiés par Charles Becker et V. Martin (version remaniée de : Bulletin de l'IFAN, B, 1980, 42 (4) : 722-779.)
- Jean-Luc Angrand, Céleste ou le temps des signares, 2006, 257 p. (essais)
- (en) Lord Walter Frewen, « Goree: A Lost Possession of England », Transactions of the Royal Historical Society, New Series, vol. 11, 1897, p. 139-152
- (en) Paulla A. Ebron, « Tourists as Pilgrims: Commercial Fashioning of Transatlantic Politics », American Ethnologist, novembre 1999, vol. 26, no 4, p. 910-932
- (en) Reverend John Lindsay, A voyage to the coast of Africa, in 1758. Containing a succinct account of the expedition to and the taking of the island of Goree, by a squadron commanded by the Honourable Augustus Keppel, Londres, S. Paterson, 1759
- (en) Karen Amanda Sackur, The development of creole society and culture in Saint Louis and Goree, 1719-1817, University of London, 1999, 351 p. (thèse)
- (es) Jules-Sébastien-César Dumont d'Urville, Viaje pintoresco al rededor del mundo, Barcelone, Imprenta y libreria de Juan Oliveres, 1841, p. 32-35
- Thierno Ba, Archéologie de contacts : les fouilles de Gorée en 1996, Dakar, Université Cheikh Anta Diop, 1997, 91 p. (Mémoire de Maîtrise)
- Marie-Thérèse Beaudoin, La médecine sociale à l'île de Gorée (Sénégal), Université de Nancy, Faculté de Médecine, 1966, 104 p. (Thèse)
- Joseph-Roger de Benoist et Abdoulaye Camara, Gorée, Guide de l'île et du Musée historique, Publication du Musée historique, Dakar, avril 1993, 67 p., 39 fig.
- Joseph Roger de Benoist, Abdoulaye Camara, F. Descamps, X. Ricou et J. Searing, Histoire de Gorée, Maisonneuve et Larose, 2003, 155 p.
- Abdoulaye Camara, « Gorée : Passé, présent et futur » in Le Patrimoine culturel africain, Maisonneuve et Larose, 2001, p. 83-106.
- Jean Delcourt, L'île de Gorée, Dakar, Éditions Clairafrique, 1975?, 35 p.
- Mboussiriou Diallo, L'occupation du sol au Castel de Gorée de 1627-1628 à nos jours, Dakar, Université Cheikh Anta Diop, 2002, 48 p. + annexes (Mémoire de Maîtrise)
- Henri Froidevaux, Les mémoires inédits d'Adanson sur l'Île de Gorée et la Guyane Française, Paris, Imprimerie nationale, 1900, 27 p., extrait du Bulletin de géographie historique et descriptive, no 1, 1899
- Robert Gaffiot, Gorée, capitale déchue, Paris, 1933, 271 p.
- Marie-Hélène Knight-Baylac, Gorée et la “Petite-Côte”. Origines et développement. Les relations commerciales avec les pays du Sud (jusqu'au Rio-Grande), 1677-1789, Paris, Université de Paris, 1970, 150+V+2 p. (Mémoire de Maîtrise)
- Raymond Mauny, Guide de Gorée, Initiations africaines, no 7, Dakar, IFAN, 1951, 34 p.
- Djibril Samb (correction, révision et édition), Gorée et l'esclavage : actes du Séminaire sur Gorée dans la traite atlantique : mythes et réalités (Gorée, 7-8 avril 1997), Initiations et études africaines no 38, Dakar, Université Cheikh Anta Diop de Dakar, IFAN, 1997, 238 p.
- Ousmane Sané, Urbanisation, urbanisme et architecture dans l'île de Gorée aux XVIIIe et XIXe siècles, Dakar, Université de Dakar, 1972, 135 p. (Mémoire de Maîtrise)
- Ousmane Sané, La vie économique et sociale des Goréens entre 1817 et 1848, Dakar, Université de Dakar, 1978, 283 p. (Thèse de 3e cycle)
- Alain Sinou, Comptoirs et villes coloniales du Sénégal : Saint-Louis, Gorée, Dakar, Karthala, 1999, 344 p.  (ISBN 2865373932)
- Guy Thilmans, La grande batterie de Gorée : recherches archéologiques et historiques, Éditions du Musée historique du Sénégal, 2006, 216 p.
- Guy Thilmans, Histoire militaire de Gorée : de l'arrivée des Portugais (1444) au départ définitif des Anglais (1817), Gorée, Éditions du Musée historique du Sénégal, 2006, 256 p.
- Guillaume Vial, Femmes d'influence. Les signares de Saint-Louis du Sénégal et de Gorée XVIIIe – XIXe siècle. Étude critique d'une identité métisse, Paris, Nouvelles Éditions Maisonneuve & Larose - Hémisphères Éditions, 2019, 381 p.
- François Zuccarelli, « Les Maires de Saint-Louis et de Gorée de 1816 à 1872 », in Bulletin de l'IFAN, série B, no 3, 1973, p. 551-573

#### Romans
- Catherine Clément, Afrique esclave, Agnès Vienot, 1999, 200 p.  (ISBN 2911606361)
- Daniel Gray, La part des ténèbres, Paris, Presses de la Cité, 1970, 315 p.
- Paul Ohl, Black : Les Chaînes de Gorée, Montréal, Libre Expression, 2003   (ISBN 2764800479)
- Gideon Prinsler Omolu : Deux Gorée Une île, Paris, L'Harmattan, 2004, 160 p.  (ISBN 2747561038)

#### Nouvelles
- Georges Holassey, Gorée, les esclaves y pleurent encore, Editions le Mono, 2010, 146 p.  (ISBN 9782919084012)

#### Poésie
- Tanella Boni, Gorée île baobab, Limoges, le Bruit des autres ; Trois-Rivières (Québec) : Écrits des Forges, 2004, 107 p.
- Charles Carrère, Lettres de Gorée, Paris, Silex-ACTT, 1982

#### Bande dessinée
- Éric Warnauts et Raives, Les suites vénitiennes. 4, La nuit de Gorée, Paris, Casterman, 1999, 48 p.  (ISBN 2-203-35615-4)

#### Livre-jeunesse
- Joseph Ndiaye, Il fut un jour à Gorée : l'esclavage raconté à nos enfants, Michel Lafon, coll. Parenthèse, 2006, 124 p.  (ISBN 2749904056)

### Iconographie
- Claude Le Baube, La corvette l'Aimable Marie devant le port de Gorée peint, huile sur toile, vers 1950
- Guy Jay, Gorée en aquarelles, Dakar, Polychrome, 2007, 70 p.
- Guy Jay, Gorée, 95 aquarelles de Gorée de 2002 à 2009, Dakar, Les 4 Vents, 2009, 100 p.
- Guy Jay, " Gorée en Aquarelles 2 " 40 reproductions d'aquarelles sur 64 pages, parution février 2013.

### Discographie
- Spectacle féerique de Gorée, opéra populaire en huit tableaux créé à l'occasion du premier Festival mondial des arts nègres, Dakar, 1-24 avril 1966
- Iannis Xenakis, À l'île de Gorée, pièce pour clavecin et ensemble instrumental, Paris, Salabert, 1988
- Orchestre Africa Djembé, Les Tambours de Gorée, 1993
- Imani Coppola, Les larmes de Gorée, Next Music, 2003
- Jacob F. Desvarieux et Georges Decimus (Kassav'), Gorée, Warner, 2004
- Pierre Akendengué, Gorée, Lusafrica, 2006
- Sinsemilia, De l'histoire, résistances, 1998

### Filmographie

#### Films documentaires
- 1994 : Gorée, l'île des signares (Abdoulaye Camara, Florence Morillères, France, Neyrac Films, 26 min)
- 1995 : Gorée métisse (Georges Courrèges, France, Gaïa Production, 55 min)
- 2005 : The Healing Passage: Voices from the Water (Saundra Sharp, États-Unis)
- 2007 : Retour à Gorée (Pierre-Yves Borgeaud, Suisse), autour du chanteur Youssou N'Dour
- 2008 : Gorée - Joyau du Sénégal (Olivier Cogels, Belgique, 48 min)
- 2014 : Gorée, île des artistes (Jean-Dominique Burton, Belgique, 19 min)
- 2020 : L'ile de Gorée Africa, l'histoire des esclaves sans retour, (Michel-Yves Gattepaille, France, 26 min)

#### Films de fiction
(dont certaines séquences ont été tournées à Gorée)
- 1975 : L'Histoire d'Adèle H. (François Truffaut, France)
- 1992 : Hyènes (Djibril Diop Mambety, Sénégal)

1996 : Les caprices d'un fleuve (Bernard Giraudeau, France)
- 1996 : Más allá del jardín (Pedro Olea, Espagne)
- 2001 : Little Senegal (Rachid Bouchareb, Sénégal, France)
- 2001: Karmen Geï ( Joseph Gaï Ramaka, Senegal, France)